# 페어폰
페어폰(Fairphone)은 2013년 1월에 설립된 네덜란드의 휴대 전화 제조 및 판매 기업이다. 친환경을 추구하는 휴대 전화 제조사로, 분해하기 쉬운 구조로 설계되어 직접 수리하기가 쉽게 만들어진다. 또한, 분쟁 광물의 사용을 최소화하고, 공정 무역을 통해 제품을 생산하고 있다.

## 같이 보기
- 윤리적 소비주의
- 공정 무역
- 그린 컴퓨팅
- 오픈 소스 하드웨어
- 폰블록